# دیاربکر صفویه
ولایت دیاربکر یکی از ولایات صفویه بود که عمر کوتاهی داشت که مقارن با دیاربکر امروزی در ترکیه بود. دیاربکر مرکز این ولایت بود و محل استقرار حاکم صفوی بود. این ولایت به چند بخش شامل :شانلی‌اورفه، جزیره ابن عمر، الازیغ، ماردین، سعرد و  حصن کیفا می‌شد.